# Xynobius pinigisanus
Xynobius pinigisanus är en stekelart som först beskrevs av Fischer 1971.  Xynobius pinigisanus ingår i släktet Xynobius och familjen bracksteklar. Inga underarter finns listade i Catalogue of Life.